# Schatura
Schatura (russisch Шату́ра) ist eine Stadt mit 32.885 Einwohnern (Stand 14. Oktober 2010) in Russland und Rajonzentrum in der Oblast Moskau. Sie liegt 124 km östlich von Moskau, mitten in der Meschtschora-Tiefebene.

## Geschichte

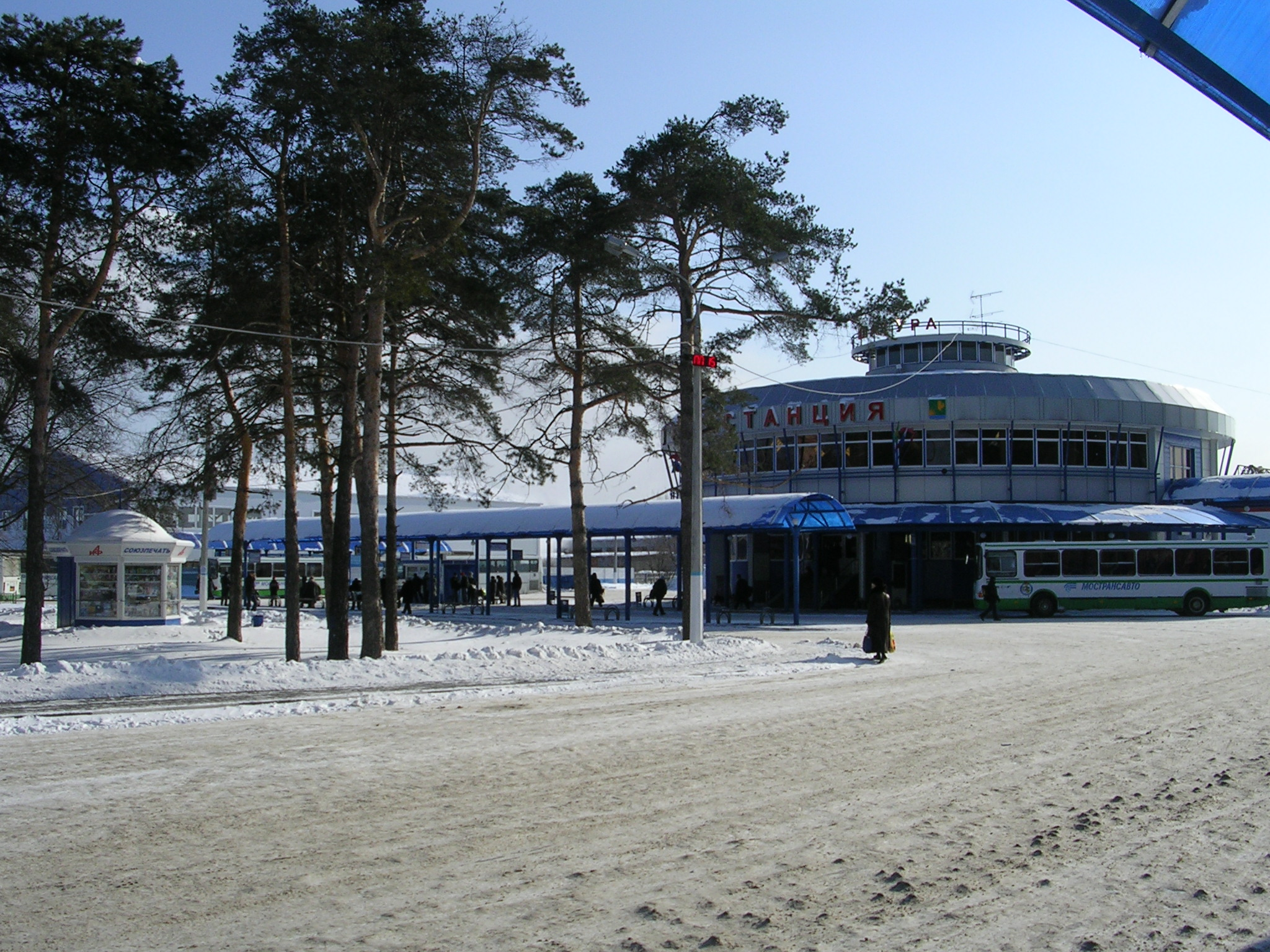
Der Busbahnhof von Schatura

Der Ort entstand ab 1917: Damals wurde mit dem Abbau des Torfs begonnen, von dem es in der sumpfreichen Umgebung der heutigen Stadt zahlreiche Lagerstätten gibt. Ein Jahr später begann der Bau eines Heizkraftwerkes in einem benachbarten Dorf. An dessen Errichtung war auch der renommierte Ingenieur Wladimir Schuchow beteiligt. 1920 wurde für die Arbeiter dieses Kraftwerkes eine Arbeitersiedlung angelegt, die 1928 zusammen mit den Torfabbausiedlungen den Ort namens Schatura bildeten. Der Name Schatura stammt von einem in Meschtschora verbreiteten Hydronym Schat-Ur, das eine finno-ugrische Abstammung aufweist.

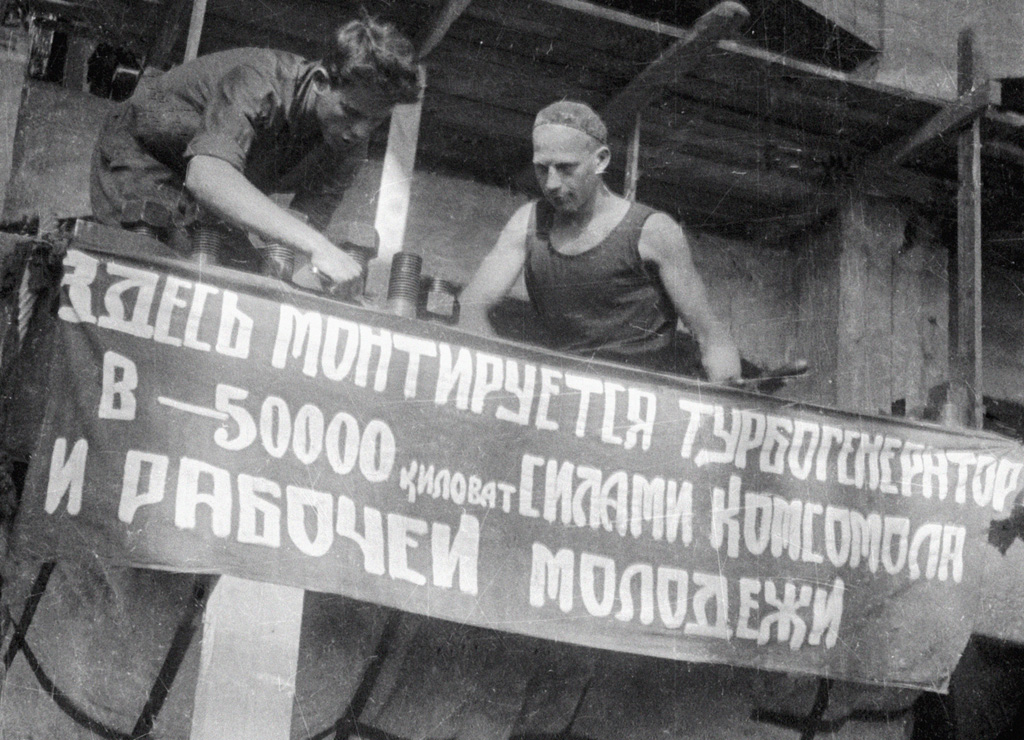
Transparent zum Bau eines 50.000-Kilowatt-Generators im Kraftwerk Schatura 1931

1936 erhielt Schatura den Status einer Stadt. Während des deutschen Angriffs auf Moskau (1941/42) im Zweiten Weltkrieg spielte das Schaturaer Kraftwerk eine bedeutende Rolle in der Energieversorgung der umkämpften Hauptstadt.
In den Nachkriegsjahren entwickelte sich die Stadt wirtschaftlich weiter; es entstanden hier neue Industriebetriebe (darunter eine überregional bekannte Möbelfabrik) und mehrere wissenschaftliche Forschungseinrichtungen.

### Bevölkerungsentwicklung
| Jahr | Einwohner |
| ---- | --------- |
| 1926 | 2.260     |
| 1939 | 15.122    |
| 1959 | 19.629    |
| 1970 | 24.482    |
| 1979 | 29.367    |
| 1989 | 31.635    |
| 2002 | 30.393    |
| 2010 | 32.885    |

Anmerkung: Volkszählungsdaten

## Verkehr
Schatura verfügt über einen Bahnhof an einer Teilstrecke von Moskau über Murom der Transsibirischen Eisenbahn. Es bestehen direkte Regionalzugverbindungen mit dem Kasaner Bahnhof Moskaus. Außerdem gibt es regelmäßige Überlandbusverbindungen mit Moskau, Rjasan und mehreren Städten der östlichen Moskauer Oblast.

## Sehenswürdigkeiten
Während die Stadt relativ jung ist und daher kaum architektonische Denkmäler hat, ist die Umgebung Schaturas vor allem für ihre malerische Natur bekannt. Sie ist Teil der Landschaften der Meschtschora und weist eine Vielzahl von Wäldern, Waldseen und Sümpfen auf. Daher gilt der Rajon Schatura als ein beliebtes Ausflugsziel für Wanderer, Angler und Pilzesammler. Der torfreiche Boden der Wälder rund um Schatura verursacht allerdings immer wieder Waldbrände, die sich in Extremfällen – so zuletzt im Sommer 2002 – mit einem Smog selbst in Moskau bemerkbar machen.

## Söhne und Töchter der Stadt
- Michail Postnikow (1927–2004), Mathematiker
- Sergei Astachow (1933–2020), Prähistoriker
- Jewgenija Gromowa (* 1988), Schauspielerin